# Pomba-do-méxico
A pomba-do-méxico (Patagioenas flavirostris) é uma pomba relativamente grande. É vista no sul do Texas, Estados Unidos, e do noroeste do México ao sul da Costa Rica. Pertence a um clado de Patagioenas que geralmente carece de plumagem iridescente de exibição, exceto por alguns vestígios na pomba-galega.
É encontrada em campos abertos com algumas árvores, em altitudes médias de 2.100 m. Ela constrói um ninho de plataforma rudimentar fora dos galhos em árvores, a cerca de 4 a 25 metros acima do solo, geralmente em um ramo horizontal ou na coroa de palmeiras, e põe um ovo branco.
A pomba-do-méxico é uma pomba de tamanho médio ou grande, com comprimento de 30 a 37 centímetros e peso de 230 a 425 gramas. É principalmente de cor vinho-púrpura, tornando-se mais marrom na parte de trás, e possui uma cauda cinza, uma barriga mais baixa e plumas de voo. O bico é branco com uma base vermelha, e as pernas e o olhos são vermelhos. Os pássaros jovens são mais maçantes do que os adultos e a plumagem tem traços de marrom.
Normalmente é visto sozinho ou em pares e raramente formam bandos. Alimenta-se no chão, procurando por bolotas, bagas e botões.